# André Durr
Pour les articles homonymes, voir Durr.
André Durr, né le 7 novembre 1926 à Strasbourg (Bas-Rhin) et mort le 13 février 2009 à Ingwiller (Bas-Rhin), est une personnalité politique française.

## Biographie
André Durr commence sa carrière politique à Illkirch-Graffenstaden dont il devient d'abord conseiller municipal en 1965. Six ans plus tard, il y est élu maire jusqu'en 1995 ; il y effectue 4 mandats successifs.
De 1971 à 1989, il est vice-président de la Communauté urbaine de Strasbourg ; dans le même temps, il se présente dans le canton d'Illkirch-Graffenstaden pour les cantonales de 1973 où il est élu et reconduit en 1979 et 1985.
Il devient vice-président du conseil général du Bas-Rhin de 1974 à 1992 auprès d'André Bord puis de Daniel Hoeffel.
Il se présente aux législatives de 1978 dans la 3e circonscription du Bas-Rhin et entre à l'Assemblée nationale ; il est réélu en 1981. Aux législatives de 1986, il est élu député du Bas-Rhin au scrutin proportionnel à un tour.
En 1988, il se fait élire dans la 4e circonscription du Bas-Rhin. Il est réélu député en 1993, avec 43,64 % au 1er tour et 70,46 % au second face à Georges-Pierre Noth, candidat FN.
Le 9 septembre 1993, André Durr est mis en examen pour concussion pour avoir obligé son premier adjoint à la mairie d'Illkirch-Graffenstaden à lui reverser une partie de ses indemnités (5 000 francs par mois pendant 2 ans. Antoine Wach avait écrit une lettre (la pièce principale de l'accusation) peu avant son suicide, le 24 décembre 1992, au procureur de la République de Strasbourg.
André Durr est condamné le 16 septembre 1993, pour délit de concussion, à 1 an de prison avec sursis et 20 000 francs d'amende. Le tribunal correctionnel de Strasbourg, qui a largement suivi le réquisitoire du ministère public, assortit cette condamnation d'une privation des droits civiques pour une durée de 5 ans. La cour d'appel de Colmar le condamne à une peine de 6 mois de prison avec sursis ainsi qu'à une amende de 20 000 francs et à la privation de ses droits civiques pendant 2 ans, réduisant les sanctions infligées en première instance.
Le 12 mai 1995, il est déchu de plein droit par décision du Conseil constitutionnel. Après Édouard Chammougon, André Durr est le second membre de l'Assemblée nationale déchu de son mandat au cours de la Xe législature.
À la suite de cette déchéance par le Conseil constitutionnel, une élection législative partielle est organisée et c'est le candidat UDF-RPR Yves Bur qui lui succède. Aux municipales de juin 1995, la mairie est remportée par le socialiste Jacques Bigot à la faveur d'une quadrangulaire.
Il décède le 13 février 2009, ses obsèques se sont déroulées le 19 février 2009 au temple protestant d'Illkirch.

## Synthèse des fonctions et des mandats
Mandats locaux
- 1965 - 1971 : Conseiller municipal d'Illkirch-Graffenstaden
- 1971 - 1977 : Maire d'Illkirch-Graffenstaden
- 1977 - 1983 : Maire d'Illkirch-Graffenstaden
- 1983 - 1989 : Maire d'Illkirch-Graffenstaden
- 1989 - 1995 : Maire d'Illkirch-Graffenstaden
- 1971 - 1989 : Vice-président de la Communauté urbaine de Strasbourg
- 1973 - 1992 : Conseiller général du Canton d'Illkirch-Graffenstaden et vice-président de 1974 jusqu'en 1992

Mandats parlementaires
- 19 mars 1978 - 22 mai 1981 : Député de la 3e circonscription du Bas-Rhin
- 21 juin 1981 - 1er avril 1986 : Député de la 3e circonscription du Bas-Rhin
- 16 mars 1986 - 14 mai 1988 : Député du Bas-Rhin
- 12 juin 1988 - 1er avril 1993 : Député de la 4e circonscription du Bas-Rhin
- 28 mars 1993 - 12 mai 1995 : Député de la 4e circonscription du Bas-Rhin (déchu de plein droit par décision du Conseil constitutionnel du 12.05.1995)